# Platythomisus jucundus
Platythomisus jucundus is een spinnensoort in de taxonomische indeling van de krabspinnen (Thomisidae).
Het dier behoort tot het geslacht Platythomisus. De wetenschappelijke naam van de soort werd voor het eerst geldig gepubliceerd in 1894 door Tord Tamerlan Teodor Thorell.